# Malleola seidenfadenii
Malleola seidenfadenii är en orkidéart som beskrevs av Eric Alston Christenson. Malleola seidenfadenii ingår i släktet Malleola och familjen orkidéer. Inga underarter finns listade i Catalogue of Life.